# Loup III Centulle de Vasconie
Loup III Centulle est duc de Vasconie en 818 et banni en 819, fils de Centulle, petit-fils probable de Loup II.

## Biographie
En 816, Sanche Loup, duc de Vasconie, et son frère (Références?) Garcia Loup, comte de Dax, avaient été tués lors d’une bataille contre les Maures, et le duché de Vasconie est confié à Loup Centulle et à Garcia Ier Semen son cousin.
En 817, Louis le Pieux confie le royaume d’Aquitaine à son fils Pépin Ier. Celui-ci assisté de ses parents Guérin, comte d'Auvergne et de Bernard de Septimanie, comte de Toulouse, commet rapidement de nombreuses maladresses, écartant et disgraciant des seigneurs locaux et assassinant des évêques, comme Jean d’Auch en 820.
En 819 Loup Centulle et Garcia Ier Semen de Vasconie se révoltent contre Bérenger comte de Toulouse et Warin comte d'Auvergne, mais ils sont vaincus. Garcia (Garuhand) « homme d'une remarquable folie » est tué tandis que Loup est exilé.

## Descendance
Traditionnellement, on lui attribue au moins deux fils :
- Centulle Loup, premier vicomte de Béarn ;
- Donat Loup, premier comte de Bigorre.

Mais cette affirmation est basée sur la charte d’Alaon, prétendument datée de 845 et qui se révéla être un faux du XVIIe siècle.(Fausse charte visant à fournir une généalogie frauduleuse de la famille d’Eudes, duc d'Aquitaine (715-735). Au XIXe siècle, l’historien Joseph-François Rabanis a démontré que cette charte était une falsification fabriquée au XVIIe siècle par un érudit espagnol nommé don Juan Tamagno Salazar et attribuée à Charles le Chauve.)
On considère actuellement qu’il est le grand-père d’un autre Loup, lui-même père de Raymond, comte de Pallars, d’Unifred, de Dadilde, mariée au roi García II de Navarre, et probablement de Donat Loup, comte de Bigorre.
Quant à Centulle Loup de Béarn, son nom indique bien une parenté avec la maison de Vasconie, mais on ignore par quel lien.

## Arbre généalogique
Ducs de Vasconie de 768 à 864
|                                     |                                     |                                     |                                     |                                     |                                     |  |  |                                        |                                        |                                        |                                        |                                        |                                        |  |  | Ier - Loup II (768-778)           |                                   |                                   |                                   |                                   |                                   |  |  |                          |                          |                          |                          |                          |                          |  |  |                                  |                                  |                                  |                                  |                                  |                                  |  |  |  |  |  |  |  |  |  |  |  |  |  |  |  |  |  |  |  |  |  |  |
|                                     |                                     |                                     |                                     |                                     |                                     |  |  |                                        |                                        |                                        |                                        |                                        |                                        |  |  |                                   |                                   |                                   |                                   |                                   |                                   |  |  |                          |                          |                          |                          |                          |                          |  |  |                                  |                                  |                                  |                                  |                                  |                                  |  |  |  |  |  |  |  |  |  |  |  |  |  |  |  |  |  |  |  |  |  |  |
|                                     |                                     |                                     |                                     |                                     |                                     |  |  |                                        |                                        |                                        |                                        |                                        |                                        |  |  |                                   |                                   |                                   |                                   |                                   |                                   |  |  |                          |                          |                          |                          |                          |                          |  |  |                                  |                                  |                                  |                                  |                                  |                                  |  |  |  |  |  |  |  |  |  |  |  |  |  |  |  |  |  |  |  |  |  |  |
| Centulle Loup                       | Centulle Loup                       | Centulle Loup                       | Centulle Loup                       | Centulle Loup                       | Centulle Loup                       |  |  |                                        |                                        |                                        |                                        |                                        |                                        |  |  | IIe - Sanche Ier Loup (801-812)   | IIe - Sanche Ier Loup (801-812)   | IIe - Sanche Ier Loup (801-812)   | IIe - Sanche Ier Loup (801-812)   | IIe - Sanche Ier Loup (801-812)   | IIe - Sanche Ier Loup (801-812)   |  |  |                          |                          |                          |                          |                          |                          |  |  | IIIe - Semen Ier Loup (812-816)  | IIIe - Semen Ier Loup (812-816)  | IIIe - Semen Ier Loup (812-816)  | IIIe - Semen Ier Loup (812-816)  | IIIe - Semen Ier Loup (812-816)  | IIIe - Semen Ier Loup (812-816)  |  |  |  |  |  |  |  |  |  |  |  |  |  |  |  |  |  |  |  |  |  |  |
| Centulle Loup                       | Centulle Loup                       | Centulle Loup                       | Centulle Loup                       | Centulle Loup                       | Centulle Loup                       |  |  |                                        |                                        |                                        |                                        |                                        |                                        |  |  | IIe - Sanche Ier Loup (801-812)   | IIe - Sanche Ier Loup (801-812)   | IIe - Sanche Ier Loup (801-812)   | IIe - Sanche Ier Loup (801-812)   | IIe - Sanche Ier Loup (801-812)   | IIe - Sanche Ier Loup (801-812)   |  |  |                          |                          |                          |                          |                          |                          |  |  | IIIe - Semen Ier Loup (812-816)  | IIIe - Semen Ier Loup (812-816)  | IIIe - Semen Ier Loup (812-816)  | IIIe - Semen Ier Loup (812-816)  | IIIe - Semen Ier Loup (812-816)  | IIIe - Semen Ier Loup (812-816)  |  |  |  |  |  |  |  |  |  |  |  |  |  |  |  |  |  |  |  |  |  |  |
|                                     |                                     |                                     |                                     |                                     |                                     |  |  |                                        |                                        |                                        |                                        |                                        |                                        |  |  |                                   |                                   |                                   |                                   |                                   |                                   |  |  |                          |                          |                          |                          |                          |                          |  |  |                                  |                                  |                                  |                                  |                                  |                                  |  |  |  |  |  |  |  |  |  |  |  |  |  |  |  |  |  |  |  |  |  |  |
| Ve - Loup III Centulle (818-819)    | Ve - Loup III Centulle (818-819)    | Ve - Loup III Centulle (818-819)    | Ve - Loup III Centulle (818-819)    | Ve - Loup III Centulle (818-819)    | Ve - Loup III Centulle (818-819)    |  |  | VIe - Aznar Sanche (820-836)           | VIe - Aznar Sanche (820-836)           | VIe - Aznar Sanche (820-836)           | VIe - Aznar Sanche (820-836)           | VIe - Aznar Sanche (820-836)           | VIe - Aznar Sanche (820-836)           |  |  | VIIe - Sanche II Sanche (836-852) | VIIe - Sanche II Sanche (836-852) | VIIe - Sanche II Sanche (836-852) | VIIe - Sanche II Sanche (836-852) | VIIe - Sanche II Sanche (836-852) | VIIe - Sanche II Sanche (836-852) |  |  | Sancie                   | Sancie                   | Sancie                   | Sancie                   | Sancie                   | Sancie                   |  |  | IVe - Garcia Ier Semen (816-818) | IVe - Garcia Ier Semen (816-818) | IVe - Garcia Ier Semen (816-818) | IVe - Garcia Ier Semen (816-818) | IVe - Garcia Ier Semen (816-818) | IVe - Garcia Ier Semen (816-818) |  |  |  |  |  |  |  |  |  |  |  |  |  |  |  |  |  |  |  |  |  |  |
| Ve - Loup III Centulle (818-819)    | Ve - Loup III Centulle (818-819)    | Ve - Loup III Centulle (818-819)    | Ve - Loup III Centulle (818-819)    | Ve - Loup III Centulle (818-819)    | Ve - Loup III Centulle (818-819)    |  |  | VIe - Aznar Sanche (820-836)           | VIe - Aznar Sanche (820-836)           | VIe - Aznar Sanche (820-836)           | VIe - Aznar Sanche (820-836)           | VIe - Aznar Sanche (820-836)           | VIe - Aznar Sanche (820-836)           |  |  | VIIe - Sanche II Sanche (836-852) | VIIe - Sanche II Sanche (836-852) | VIIe - Sanche II Sanche (836-852) | VIIe - Sanche II Sanche (836-852) | VIIe - Sanche II Sanche (836-852) | VIIe - Sanche II Sanche (836-852) |  |  | Sancie                   | Sancie                   | Sancie                   | Sancie                   | Sancie                   | Sancie                   |  |  | IVe - Garcia Ier Semen (816-818) | IVe - Garcia Ier Semen (816-818) | IVe - Garcia Ier Semen (816-818) | IVe - Garcia Ier Semen (816-818) | IVe - Garcia Ier Semen (816-818) | IVe - Garcia Ier Semen (816-818) |  |  |  |  |  |  |  |  |  |  |  |  |  |  |  |  |  |  |  |  |  |  |
|                                     |                                     |                                     |                                     |                                     |                                     |  |  |                                        |                                        |                                        |                                        |                                        |                                        |  |  |                                   |                                   |                                   |                                   |                                   |                                   |  |  |                          |                          |                          |                          |                          |                          |  |  |                                  |                                  |                                  |                                  |                                  |                                  |  |  |  |  |  |  |  |  |  |  |  |  |  |  |  |  |  |  |  |  |  |  |
| Donat Loup Premier comte de Bigorre | Donat Loup Premier comte de Bigorre | Donat Loup Premier comte de Bigorre | Donat Loup Premier comte de Bigorre | Donat Loup Premier comte de Bigorre | Donat Loup Premier comte de Bigorre |  |  | Centulle Loup Premier vicomte de Béarn | Centulle Loup Premier vicomte de Béarn | Centulle Loup Premier vicomte de Béarn | Centulle Loup Premier vicomte de Béarn | Centulle Loup Premier vicomte de Béarn | Centulle Loup Premier vicomte de Béarn |  |  |                                   |                                   |                                   |                                   |                                   |                                   |  |  | VIIIe - Arnaud (855-864) | VIIIe - Arnaud (855-864) | VIIIe - Arnaud (855-864) | VIIIe - Arnaud (855-864) | VIIIe - Arnaud (855-864) | VIIIe - Arnaud (855-864) |  |  |                                  |                                  |                                  |                                  |                                  |                                  |  |  |  |  |  |  |  |  |  |  |  |  |  |  |  |  |  |  |  |  |  |  |

## Annexe